# Commissione Trasporti, poste e telecomunicazioni della Camera dei deputati
La Commissione permanente IX Trasporti, poste e telecomunicazioni è un organo della Camera dei deputati della Repubblica italiana.

## Funzione
La IX Commissione ha competenza per i disegni di legge riguardanti le specifiche materie dell'ordinamento sui servizi del Ministero dello sviluppo economico e del Ministero delle infrastrutture e della mobilità sostenibili, nonché per i disegni di legge riguardanti la materia sui trasporti, sul sistema delle comunicazioni, sulle infrastrutture ferroviarie, aeree e navali e sulla cantieristica.

## Composizione
La Commissione è composta da 31 deputati (di cui due segretari, due vicepresidenti e un presidente) scelti in modo omogeneo tra i componenti della Camera dei deputati, in modo da rispecchiarne le forze politiche presenti. Essi sono scelti dai gruppi parlamentari (e non dal Presidente, come invece accade per l'organismo della Giunta parlamentare): per la nomina dei membri ciascun Gruppo, entro cinque giorni dalla propria costituzione, procede, dandone comunicazione alla Presidenza della Camera, alla designazione dei propri rappresentanti nelle singole Commissioni permanenti.
Ogni deputato chiamato a far parte del governo o eletto presidente della Commissione è, per la durata della carica, sostituito dal suo gruppo nella Commissione con un altro deputato, che continuerà ad appartenere anche alla Commissione di provenienza. Tranne in rari casi nessun Deputato può essere assegnato a più di una Commissione permanente. Le Commissioni permanenti sono rinnovate dopo il primo biennio della legislatura ed i loro componenti possono essere confermati, ma i gruppi parlamentari possono cambiare i propri membri autonomamente in qualsiasi momento, sostituendoli, aggiungendoli o rimuovendoli, modificando di conseguenza anche il numero totale dei componenti della Commissione.

## Presidenti
| N°                                                                              | Presidente     | Presidente     | Presidente                            | Gruppo parlamentare                                                                      | Mandato         | Mandato          | Legislatura    |
| N°                                                                              | Presidente     | Presidente     | Presidente                            | Gruppo parlamentare                                                                      | Inizio          | Fine             | Legislatura    |
| ------------------------------------------------------------------------------- | -------------- | -------------- | ------------------------------------- | ---------------------------------------------------------------------------------------- | --------------- | ---------------- | -------------- |
| VIII Trasporti - comunicazioni - marina mercantile                              |                |                |                                       |                                                                                          |                 |                  |                |
| 1                                                                               |                |                | Armando Angelini (1891-1968)          | Democratico cristiano                                                                    | 15 giugno 1948  | 24 giugno 1953   | I (1948)       |
| 1                                                                               | 1º luglio 1953 | 30 giugno 1955 | Armando Angelini (1891-1968)          | Democratico cristiano                                                                    | II (1953)       |                  |                |
| 2                                                                               |                |                | Angelo Raffaele Jervolino (1890-1985) | Democratico cristiano                                                                    | II (1953)       | 1º luglio 1955   | 11 giugno 1958 |
| X Trasporti - poste e telecomunicazioni - marina mercantile                     |                |                |                                       |                                                                                          |                 |                  |                |
| 3                                                                               |                |                | Bernardo Mattarella (1905-1971)       | Democratico cristiano                                                                    | 30 luglio 1958  | 22 marzo 1962    | III (1958)     |
| 4                                                                               |                |                | Giuseppe Spataro (1897-1979)          | Democratico cristiano                                                                    | 23 marzo 1962   | 15 maggio 1963   | III (1958)     |
| 5                                                                               |                |                | Remo Sammartino (1913-2006)           | Democratico cristiano                                                                    | 12 luglio 1963  | 4 giugno 1968    | IV (1963)      |
| X Trasporti e aviazione civile, marina mercantile, poste e telecomunicazioni    |                |                |                                       |                                                                                          |                 |                  |                |
| 6                                                                               |                |                | Cesare Bensi (1922-1986)              | Partito Socialista Italiano                                                              | 11 luglio 1968  | 14 dicembre 1968 | V (1968)       |
| 7                                                                               |                |                | Giorgio Guerrini (1921-2003)          | Partito Socialista Italiano                                                              | 16 gennaio 1969 | 24 maggio 1972   | V (1968)       |
| 8                                                                               |                |                | Vittore Catella (1910-2000)           | Partito Liberale Italiano                                                                | 11 luglio 1972  | 10 luglio 1974   | VI (1972)      |
| 9                                                                               |                |                | Loris Fortuna (1924-1985)             | Partito Socialista Italiano                                                              | 17 luglio 1974  | 4 luglio 1976    | VI (1972)      |
| 10                                                                              |                |                | Lucio Libertini (1922-1993)           | Partito Comunista Italiano                                                               | 27 luglio 1976  | 19 giugno 1979   | VII (1976)     |
| X Trasporti e aviazione civile - marina mercantile - poste e telecomunicazioni  |                |                |                                       |                                                                                          |                 |                  |                |
| 11                                                                              |                |                | Antonio Marzotto Caotorta (1917-2011) | Democrazia Cristiana                                                                     | 11 luglio 1979  | 15 luglio 1981   | VIII (1979)    |
| 12                                                                              |                |                | Guido Bernardi (1923-1995)            | Democrazia Cristiana                                                                     | 16 luglio 1981  | 11 luglio 1983   | VIII (1979)    |
| X Trasporti ed aviazione civile - marina mercantile - poste e telecomunicazioni |                |                |                                       |                                                                                          |                 |                  |                |
| 13                                                                              |                |                | Girolamo La Penna (1924-2005)         | Democrazia Cristiana                                                                     | 11 agosto 1983  | 1º luglio 1987   | IX (1983)      |
| IX Trasporti, poste e telecomunicazioni                                         |                |                |                                       |                                                                                          |                 |                  |                |
| 14                                                                              |                |                | Antonio Testa (1933-2013)             | Partito Socialista Italiano                                                              | 4 agosto 1987   | 22 aprile 1992   | X (1987)       |
| 15                                                                              |                |                | Pasquale Lamorte (1948)               | Democratico cristiano - Partito Popolare Italiano                                        | 17 giugno 1992  | 14 aprile 1994   | XI (1992)      |
| 16                                                                              |                |                | Sante Perticaro (1958)                | Centro Cristiano Democratico                                                             | 25 maggio 1994  | 8 maggio 1996    | XII (1994)     |
| 17                                                                              |                |                | Ernesto Stajano (1953)                | Rinnovamento Italiano (1996-1999) Misto (1999) Misto - Rinnovamento Italiano (1999-2000) | 4 giugno 1996   | 11 ottobre 2000  | XIII (1996)    |
| 18                                                                              |                |                | Gianantonio Mazzocchin (1939)         | Misto - Federalisti Liberaldemocratici Repubblicani                                      | 11 ottobre 2000 | 29 maggio 2001   | XIII (1996)    |
| 19                                                                              |                |                | Paolo Romani (1947)                   | Forza Italia                                                                             | 21 giugno 2001  | 23 aprile 2005   | XIV (2001)     |
| 20                                                                              |                |                | Angelo Sanza (1941)                   | Forza Italia                                                                             | 4 maggio 2005   | 27 aprile 2006   | XIV (2001)     |
| 21                                                                              |                |                | Michele Pompeo Meta (1953)            | Partito Democratico-L'Ulivo                                                              | 6 giugno 2006   | 28 aprile 2008   | XV (2006)      |
| 22                                                                              |                |                | Mario Valducci (1959)                 | Popolo della Libertà                                                                     | 22 maggio 2008  | 14 marzo 2013    | XVI (2008)     |
| -                                                                               |                |                | Michele Pompeo Meta (1953)            | Partito Democratico                                                                      | 7 maggio 2013   | 22 marzo 2018    | XVII (2013)    |
| 23                                                                              |                |                | Alessandro Morelli (1977)             | Lega - Salvini Premier                                                                   | 21 giugno 2018  | 28 luglio 2020   | XVIII (2018)   |
| 24                                                                              |                |                | Raffaella Paita (1974)                | Italia Viva - Italia C'è                                                                 | 29 luglio 2020  | 12 ottobre 2022  | XVIII (2018)   |
| 25                                                                              |                |                | Salvatore Deidda (1976)               | Fratelli d'Italia                                                                        | 9 novembre 2022 | in carica        | XIX (2022)     |

## Composizione nella XIX legislatura (2022 -in corso)
Elenco dei membri a settembre 2024
| Gruppo parlamentare        | Gruppo parlamentare                                                          | Deputato                        |
| -------------------------- | ---------------------------------------------------------------------------- | ------------------------------- |
|                            | Fratelli d'Italia                                                            | Salvatore Deidda (presidente)   |
|                            | Partito Democratico - Italia Democratica e Progressista                      | Andrea Casu (vicepresidente)    |
|                            | Forza Italia - Berlusconi Presidente - PPE                                   | Andrea Caroppo (vicepresidente) |
|                            | MoVimento 5 Stelle                                                           | Luciano Cantone (segretario)    |
|                            | Lega - Salvini Premier                                                       | Domenico Furgiuele (segretario) |
|                            | Fratelli d'Italia                                                            | Vincenzo Amich                  |
| Antonio Baldelli           | Fratelli d'Italia                                                            |                                 |
| Gerolamo Cangiano          | Fratelli d'Italia                                                            |                                 |
| Maria Grazia Frijia        | Fratelli d'Italia                                                            |                                 |
| Eliana Longi               | Fratelli d'Italia                                                            |                                 |
| Fabio Raimondo             | Fratelli d'Italia                                                            |                                 |
| Massimo Ruspandini         | Fratelli d'Italia                                                            |                                 |
| Gaetana Russo              | Fratelli d'Italia                                                            |                                 |
|                            | Partito Democratico - Italia Democratica e Progressista                      | Ouidad Bakkali                  |
| Anthony Barbagallo         | Partito Democratico - Italia Democratica e Progressista                      |                                 |
| Roberto Morassut           | Partito Democratico - Italia Democratica e Progressista                      |                                 |
| Valentina Ghio             | Partito Democratico - Italia Democratica e Progressista                      |                                 |
|                            | Lega - Salvini Premier                                                       | Andrea Dara                     |
| Elena Maccanti             | Lega - Salvini Premier                                                       |                                 |
| Riccardo Augusto Marchetti | Lega - Salvini Premier                                                       |                                 |
| Erik Umberto Pretto        | Lega - Salvini Premier                                                       |                                 |
|                            | MoVimento 5 Stelle                                                           | Giorgio Fede                    |
| Antonino Iaria             | MoVimento 5 Stelle                                                           |                                 |
| Roberto Traversi           | MoVimento 5 Stelle                                                           |                                 |
|                            | Forza Italia - Berlusconi Presidente - PPE                                   | Maria Paola Boscaini            |
| Alessandro Sorte           | Forza Italia - Berlusconi Presidente - PPE                                   |                                 |
|                            | Azione-Popolari Europei Riformatori-Renew Europe                             | Giulia Pastorella               |
|                            | Alleanza Verdi e Sinistra                                                    | Francesca Ghirra                |
|                            | Noi moderati (Noi con l'Italia, Coraggio Italia, UdC, Italia al Centro)-MAIE | Lorenzo Cesa                    |
|                            | Misto-+Europa                                                                | Luca Pastorino                  |